# Jermaine Anderson
Jermaine Anderson (Toronto, 8. veljače 1983.) kanadski je profesionalni košarkaš. Igra na poziciji razigravača, a trenutačno je član hrvatskog košarkaškog kluba Cedevita Zagreb. 

## Karijera

### Sveučilište
Anderson je završio srednju školu u SAD-u, nakon čega je studirao na sveučilištu Fordham. Na završnoj, četvrtoj godini (2006./2007.) u 27 utakmica prosječno je na parketu provodio 35.3 minute, ubacivao 14.5 poena (44.7 % dvice, 31.7 % trice, 92% sl. bacanja) uz 3.5 skokova, tri asistencije i 1,3 ukradene lopte.

### Europa
U Njemačku je stigao 2007. potpisavši za Brose Baskets. Ondje je ujedno nastupao u ULEB kupu, no imao je malu minutažu i nejaku statistiku. U sezoni 2007./08. stoga prelazi u Tübingen, gdje igra 15 utakmica prosječno po 31.21 minutu i ubacuje 13.9 poena (45 % dvice, 57 % trice, 90 % sl. bacanja) uz 2.9 skokova, 2.6 asistencija i 0.7 ukradenih lopti. Sljedeće sezone je u 34 utakmice prosječno igrao 32.2 minute, a postizao 12.8 poena (49% dvice, 30 % trice, 90% sl. bacanja) uz tri skoka, 3.6 asistencija i jednu ukradenu loptu. 3. srpnja 2007. prelazi u hrvatskog NLB ligaša Cedevitu Zagreb.

## Kanadska reprezentacija
Anderson je kanadski reprezentativac od 2004. godine. Vrhunac su mu bile FIBA sjeverno-američke kvalifikacije 2007. u Las Vegasu, kada je kao prvi razigravač igrao svih osam utakmica uz prosjek od 9.1 poena (42.6 % dvice i 40 % trice), 3.4 skoka i 1.4 asistencije za 28.5 minuta po utakmici.

## Vanjske poveznice
- Profil na ESPN.com
- Profil  Arhivirana inačica izvorne stranice od 1. veljače 2011. (Wayback Machine) na SI.com
- Reprezentativni profil  Arhivirana inačica izvorne stranice od 13. studenoga 2008. (Wayback Machine)